# Begonia sect. Nerviplacentaria
Begonia secc. Nerviplacentaria  es una sección del género Begonia, perteneciente a la familia de las begoniáceas, a la cual pertenecen las siguientes especies:

## Especies
| - Begonia baronii - Begonia cladocarpoides - Begonia coursii - Begonia lyallii - Begonia madecassa - Begonia majungaensis - Begonia mangorensis - Begonia marnieri |